# ARIZ
ARIZ es el acrónimo ruso para «Алгоритм решения изобретательских задач» (Algoritm reshenia izobretatelskij zadach), lo que tiene más o menos el significado de "algoritmo - o método paso a paso - para solucionar
problemas inventivos". El método fue desarrollado 1956 por Genrich Altshuller y Rafael Shapiro.
ARIZ es un algoritmo para encontrar ideas que consiste de una lista de
aproximadamente 85 procedimientos paso a paso. ARIZ ayuda a resolver problemas muy complejos donde otros métodos son
insuficientes.

## Historia
Hay diferentes versiones de ARIZ, entre otros de los años: 1961, 1977, 1985 y 1991.

## Metodología
He aquí una versión muy temprana, el así llamado ARIZ-61:

### Fase Analítica
1. Define el problema.
2. Describe el resultado final ideal (RFI).
3. Define contradicciones que se oponen a la realización del RFI.
4. Analiza procedencia y causas de las contradicciones.
5. Define condiciones para vencer las contradicciones.

### Fase Operativa
1. Examina todos los posibles cambios de los parámetros y de las características técnicas.
2. Examina la posibilidad de una división en subsistemas independientes.
  1. Aísla un subsistema "débil" y/o "necesario y suficiente".
  2. Divide el objeto en subsistemas idénticos y/o diferenciado por funciones.
3. Examina posibles cambios en el ambiente respectivo del objeto y de sus parámetros:
  1. Estructurar el ambiente del objeto en partes con propiedades distintas;
  2. Usar elementos externos para ejecutar la función deseada.
4. Examina posibles cambios de procesos en conjunto con la tecnología en uso:
  1. Considera entrelazar dos sistemas antes independientes para formar un solo sistema functional;
  2. Elimina un proceso y transfiere sus funciones a otro sistema;
  3. Incrementa el número de procesos paralelos simultáneos (p.ej. en un área se aprovecha el lado libre reverso del mismo área)
5. Investiga ejemplos de otras ramas de ciencia, tecnología y economía en los cuales el conflicto meta fue resuelto en otras disciplinas.
6. Si los anteriores pasos quedaron sin resultados, regresa a la pregunta inicial y reformula las condiciones de manera más general, o cambia a una formulación del problema más accesible a los propios conocimientos.

### Fase sintética
1. Cambia la estructura del sistema (técnico) contemplado.
2. Cambia los otros procesos que están entrelazado con el sistema contemplado.
3. Cambia el proceso al usar la tecnología contemplada.
4. Considera aplicar el principio encontrado para resolver otro problema (técnico).